# Kwangmyŏngsŏng-3 Unità 2
Kwangmyŏngsŏng-3 Unità 2 (《광명성―3》호 2호기?, 光明星3號2號機?, Kwangmyŏngsŏng-3 ho 2-hogiMR; in italiano: Stella Luminosa-3 Unità 2 o Stella Polare-3 Unità 2) è un satellite per l'osservazione terrestre, il primo messo in orbita con successo dalla Corea del Nord. È stato lanciato il 12 dicembre 2012 alle 00:49 UTC (le 9:49 ora locale) per sostituire il Kwangmyŏngsŏng-3, che, lanciato il 13 aprile dello stesso anno, non è però riuscito a raggiungere l'orbita. I governi di Corea del Sud, Giappone e Stati Uniti, ancora formalmente in guerra con la Corea del Nord, ritengono che il lancio sia stato una copertura per la prova di un missile balistico.
Il lancio è avvenuto in un periodo in cui la Corea del Nord stava commemorando il primo anniversario della morte dell'ex leader Kim Jong-il, circa un mese prima che la Corea del Sud effettuasse il suo primo lancio satellitare in proprio e pochi giorni prima delle elezioni sudcoreane del 19 dicembre 2012. Il lancio rese la Corea del Nord la tredicesima nazione ad acquisire la capacità di effettuare lanci orbitali in proprio.
La Corea del Nord ha dichiarato che il lancio è stato un successo e le forze armate sudcoreane e il NORAD hanno segnalato che un oggetto è stato messo in orbita. Tuttavia la Corea del Nord aveva già dichiarato che i lanci dei satelliti Kwangmyŏngsŏng-1 e Kwangmyŏngsŏng-2 fossero avvenuti correttamente, nonostante fonti militari statunitensi abbiano confermato che entrambi non sono riusciti a raggiungere l'orbita.
Diversi giorni dopo il lancio, fonti occidentali hanno confermato che il satellite ha raggiunto l'orbita ma che esso sembra avere dei problemi ed è probabilmente fuori controllo.